# Microula sikkimensis
Microula sikkimensis là loài thực vật có hoa trong họ Mồ hôi. Loài này được (C.B. Clarke) Hemsl. mô tả khoa học đầu tiên năm 1898.